# Pangrapta pulverea
Pangrapta pulverea är en fjärilsart som beskrevs av John Henry Leech 1900. Pangrapta pulverea ingår i släktet Pangrapta och familjen nattflyn. Inga underarter finns listade i Catalogue of Life.